# FYRE: 夢に終わった史上最高のパーティー
『FYRE: 夢に終わった史上最高のパーティー』（Fyre: The Greatest Party That Never Happened）は、ビリー・マクファーランドと2017年に彼が立案し、失敗に終わったファイア・フェスティバルを扱ったクリス・スミス監督による2019年のアメリカ合衆国のドキュメンタリー映画である。2019年1月18日よりNetflixで配信された。
制作にはフェスティバルのプロモーションと詐欺隠蔽を行ったソーシャルメディア代理店のジェリー・メディアとフェスティバルのプロモーション映像を撮ったマット・プロジェクトが協力した。ジェリー・メディアはイベントの3か月後にドキュメンタリーのアイデアをバイス・スタジオズに持ちかけた。またNetflixによるとドキュメンタリーはスミスのアイデアである。

## 評価
レビュー集計サイトのRotten Tomatoesでは映画批評家の支持率は73件で90%、平均点は7.54/10となっている。またMetacriticでの加重平均値は26件のレビューで75/100となっている。
『FYRE: 夢に終わった史上最高のパーティー』は同じくファイア・フェスティバルを扱ったHuluのドキュメンタリー『Fyre Fraud』と比較されており、『The A.V. Club』からは「『FYRE: 夢に終わった史上最高のパーティー』は強力で、価値あるドキュメンタリーであるが、もう片方は多くの物語のように、1つのアカウントが真実全体を収めることができないことを思い出させる助けになる」と評された。
2019年4月、Netflixは配信から1か月の視聴数が2000万世帯に及んだことを発表した。